# Nele Guderian
Nele Guderian (* 12. Februar 1997) ist eine deutsche Schauspielerin.
Ihre erste Fernsehrolle erhielt sie 2009 als Emma Löffler in der SWR-Familienserie Tiere bis unters Dach.
Nele Guderian lebt in Freiburg im Breisgau.

## Filmografie
- 2009–2017: Tiere bis unters Dach (Fernsehserie)
- 2012: Hanni & Nanni 2
- 2013: Hanni & Nanni 3
- 2013: Alarm für Cobra 11 (Fernsehserie)
- 2013: Ein offener Käfig
- 2015: In aller Freundschaft – Die jungen Ärzte (Fernsehserie, Folge Um jeden Preis)